# Tjurköbrakteaten
Tjurköbrakteaten syftar på en av tre brakteater i guld (DR IK 183, DR IK 184 och DR IK 185) från järnåldern funna på Tjurkö utanför Karlskrona, Augerums socken i Blekinge. Brakteaterna har runinskrifter skrivna med den äldre futharken, på urnordiska. Tjurköbrakteaten har signum DR IK184 och är en urnordisk brakteat (C-typ) av guld daterad till tiden från 400 till 650 e.Kr. Tidigare signum: DR BR75.

## Inskriften
Translitterering av runraden:
wurte runoz an walhakurne ·· heldaz kunimudiu ···
Normalisering till rundanska:
Wurte runoz an walhakurne Heldaz Kunimundiu. (Med vokallängd utsatt: Wurtē rūnōz an walhakurnē Heldaz Kunimundiu.)
Översättning till nusvenska:
Skrev runor på utländskt korn, Heldaʀ för Kunimunduʀ.
Den idag (2023) auktoriserade översättningen i Samnordisk runtextdatabas är till engelska: ”Heldaz wrought runes on ’the foreign grain’ for Kunimunduz”. (Användningen av ‑z eller ‑ʀ i olika normaliseringar beror på att ett tidigt urnordiskt utljudande /z/ övergick till ett ljud som traditionellt betecknas ʀ, och som senare sammanföll med /r/ i nordiska språk, och olika forskare väljer beteckningssättet ‑z eller ‑ʀ.)
En annan tolkning till nusvenska är: ”Heldar åt Kunimund gjorde runorna på det välska kornet (= på guldsmycket?)”. Den danska översättningen i Danmarks Runeindskrifter (Blekinges runinskrifter räknas till den danska runforskningens område) är ”Hjald gjorde runerne på det vælske ’korn’ for Kunimund”.
Välskt eller utländskt korn är en kenning för solidus: om man hade skördat italienskt korn och på så sätt haft solidi att slå brakteater av, då kan man dela ut brakteater på samma sätt, som brödutdelare delar bröd och njuta av den tacksamhet hos mottagaren, som man skapar med utdelningen.
”Välsk” är ett samgermanskt ord med den ursprungliga betydelsen ”främling”, som har haft eller har betydelser som sydländsk, romansk, (romaniserat) keltisk, itali(en)sk. I moderna språk finns denna ordstam i orden valloner, Wales med flera.
Betydelsen är alltså att en betydelsefull person i Skandinavien har haft guldmynt från södra Europa (”välskt korn”), som han har kunnat omvandla till brakteater.[källa behövs]